# Aldas
L'aldas est un cultivar de pommier domestique.

## Origine
Lituanie.

## Susceptibilités
- Tavelure: non susceptible[1].
- Mildiou: non susceptible.